# Patrick Diviš
Patrick Diviš (* 13. listopadu 1973 Brno) je český novinář a televizní producent, který stojí od roku 2012 v čele Tvůrčí producentské skupiny náboženské tvorby České televize.

## Biografie
Po maturitě na Gymnáziu tř. kpt. Jaroše v Brně začal pracovat jako novinář. Poté vystudoval Katolickou teologickou fakultu Univerzity Karlovy v Praze, kde obhájil diplomovou práci na téma: Radostná svatost – spiritualita v díle Silvestra Maria Braita.
Patrick má za sebou více než dvě desítky let pracovních zkušeností v mediálním prostředí. V letech 1994 – 1996 pracoval jako redaktor deníku Rovnost, kam se vrátil po roce 1998. Ve své redaktorské činnosti v deníku Rovnost se věnoval zahraničnímu a politickému zpravodajství. Mezitím zastával pozici zástupce šéfredaktora Rádia Brno. Od roku 1999 do 2002 byl redaktorem Hospodářských novin, kde se zaměřil na ekonomické zpravodajství z jihomoravského regionu. V roce 2002 se stal redaktorem zpravodajství a vedoucím vydání v Redakci zpravodajství Televizního studia Brno, poté šéfdramaturgem Centra náboženské tvorby, a nakonec v roce 2012 kreativním producentem Tvůrčí producentské skupiny náboženské tvorby. 
V letech 2009-2010 vyučoval na Katedře žurnalistiky Fakulty sociálních studií Masarykovy univerzity.

## Televizní projekty
Mezi nejznámější projekty, na nichž se Patrick podílel, patří například vývoj formátu a dramaturgie talkshow Uchem jehly, kterou moderuje Zbigniew Czendlik. Je také režisérem dokumentu Posvátný purpur – Dominik kardinál Duka.
Pod jeho producentskou taktovkou vznikl například dokumentární projekt Jako bychom dnes zemřít měli (o tragické smrti faráře Toufara), dokudramata Jan Hus – Cesta bez návratu a Poslední útěk Jeronýma Pražského, šestidílný dokumentární cyklus Příběhy obrácení a také historický dokument Martin Luther – Pouhou vírou. Často spolupracuje s režisérem Otakárem Maria Schmidtem. Z této spolupráce vzešla řada náboženských dokumentů: Dominikáni, Univerzity – tajemství evropského zázraku, Misie – Až na kraj světa a další. 

Ve své televizní práci se věnuje také tvorbě pro děti. Jako producent vedl vzdělávací sérii Biblická pátrání nebo cyklus S Hubertem do lesa. Stranou jeho zájmu nezůstávají ani historické dokumenty. Jeho tvůrčí skupina vyvinula a realizovala pilotní díl dokumentární série Bitevní pole, byl také producentem dokumentárního snímku Za svobodné Brno, který se věnoval osudům Brna za druhé světové války. Z nejnovějších projektů je pak třeba zmínit přírodopisný dokumentární cyklus Magické hlubiny o životě v českých vodách.